# Zasłona (powieść)
Zasłona – esej Milana Kundery, po raz pierwszy opublikowany w 2005 roku (pierwsze polskie wydanie: 2006). Został napisany w języku francuskim, tytuł oryginału brzmi Le rideau.
Został wydany w wielu językach: w hiszpańskim jako "El Telón", w niemieckim jako "Der Vorhang", w portugalskim jako "A Cortina", w angielskim jako "The Courtain", w greckim jako "Ο πέπλος" (O peplos) i w chorwackim jako "Zavjesa". 